# Pietrele Doamnei
Rezervația Pietrele Doamnei (în germană Frauenstein) este o arie protejată de interes național ce corespunde categoriei a IV-a IUCN (rezervație naturală de tip mixt), situată în județul Suceava, pe teritoriul administrativ al orașului Câmpulung Moldovenesc.

## Localizare
Aria naturală cu o suprafață de 253 de hectare se află în versantul nordic al Munților Rarău (grupare montană ce aparține Carpaților Orientali), la o altitudine medie de 1.400 m, în partea de sud a orașului Câmpulung Moldovenesc, în imediata apropiere a rezervației naturale Codrul secular Slătioara.

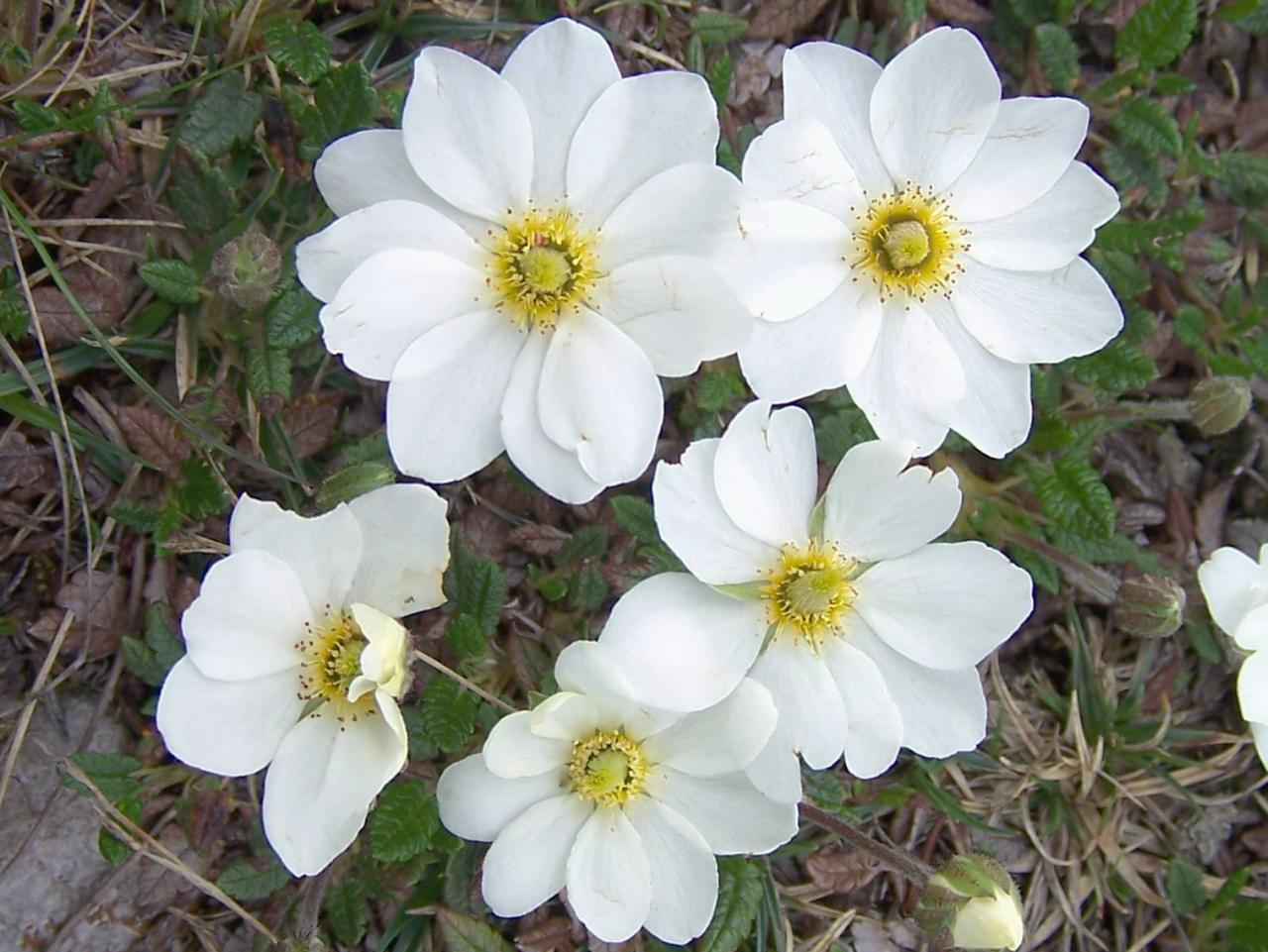
Argințică (Dryas octopetala)

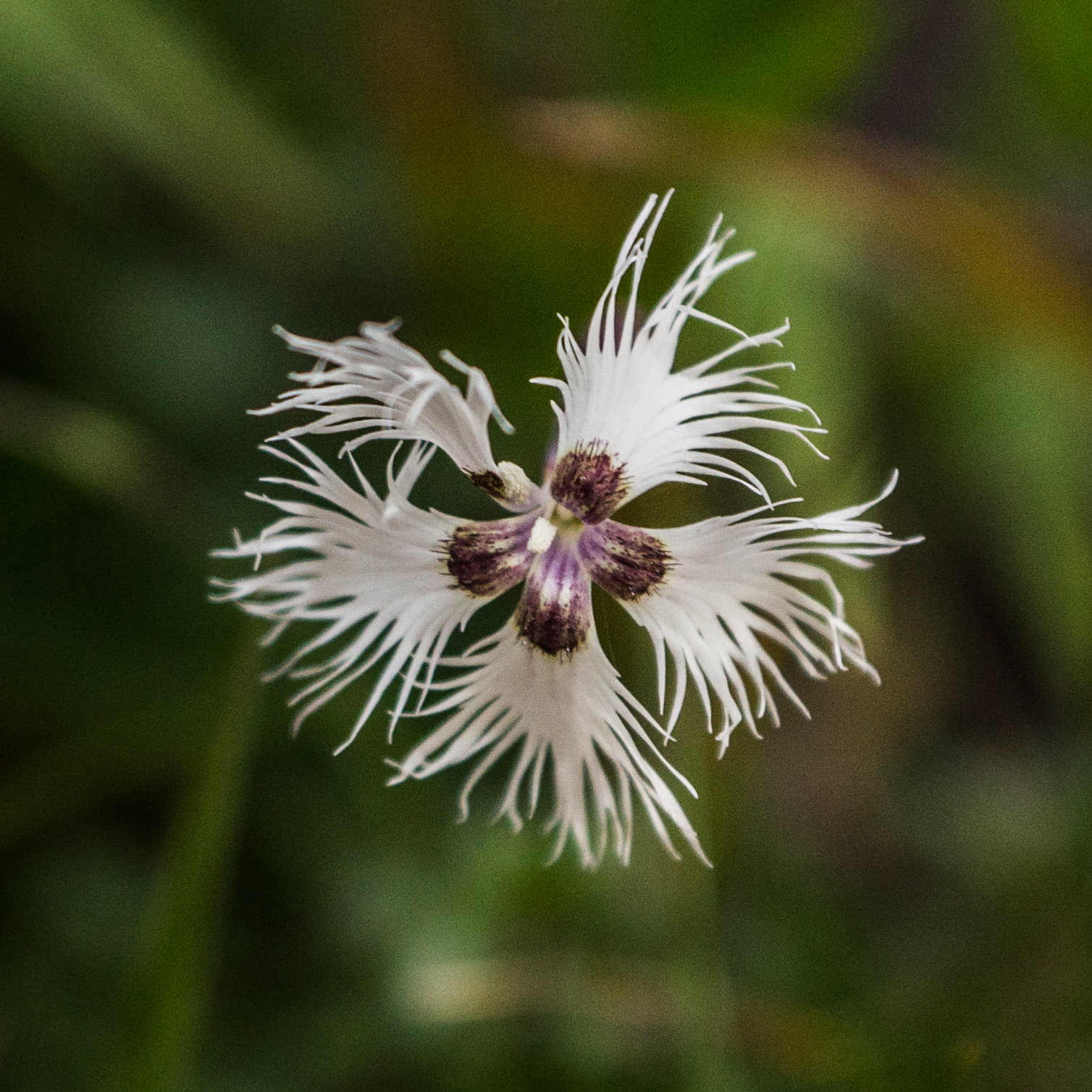
Garofița albă de stânci (Dianthus spiculifolius)

## Descriere
Rezervația naturală a fost declarată arie protejată prin Legea nr.5 din 6 martie 2000 (privind aprobarea Planului de amenajare a teritoriului național - Secțiunea a III-a - zone protejate) și reprezintă o zonă montană (stâncării, grohotișuri, văii, doline, păduri de conifere, păduri în amestec, pajiști, stepe,  pășuni alpine) de un deosebit interes geologic, peisagistic, floristic și faunistic ce adăpostește un număr de specii de plante (floarea-reginei, papucul doamnei, argințica, jneapăn) și animale (cocoș de munte, minuniță, ciocănitoare de munte) dintre care unele foarte rare.
Pe teritoriul ariei naturale protejate se află o formațiune de stânci calcaroase cunoscută sub numele de Pietrele Doamnei, denumire de la care provine numele rezervației.

## Legături externe
pl Pietrile Doamnei în Dicționarul geografic al Regatului Poloniei și al altor țări slave, volum VIII (Perepiatycha — Pożajście) 1887